# 実相寺 (目黒区)
実相寺（じっそうじ）は、東京都目黒区にある天台宗の寺院。

## 概要
1629年（寛永6年）、日是によって開山された。当初は日蓮宗寺院「中道寺」であったが、幕府の不受不施派禁教令により、1700年（元禄13年）に天台宗に転宗した。
1834年（天保5年）に「実相寺」と改称した。
元々は三田志田町に位置していたが、明治時代になり、檀家だった士族の没落で寺運が衰微し、都市再開発もあったことから、1911年（明治44年）に現在地に移転した。

## 交通アクセス
- 中目黒駅より徒歩16分。